# 바알 (영화)
《바알》(Baal)은 독일(구 서독)에서 제작된 폴커 슐렌도르프 감독의 1970년 영화이다. 베르톨트 브레히트의 희곡 바알에 기반을 두고 있다. 라이너 베르너 파스빈더 등이 주연으로 출연하였다.

## 출연

### 주연
- 라이너 베르너 파스빈더
- 시기 그라우에
- 마가레테 폰 트로타

### 조연
- 귄터 노이체
- 미리암 스포에리
- 마리안 사이도브스키
- 윌머트 보렐
- 루돌프 발데마르 브렘
- 클로디아 부테누스
- 요하네스 부잘스키

## 기타
- 원작자: 베르톨트 브레히트